# 洗足式

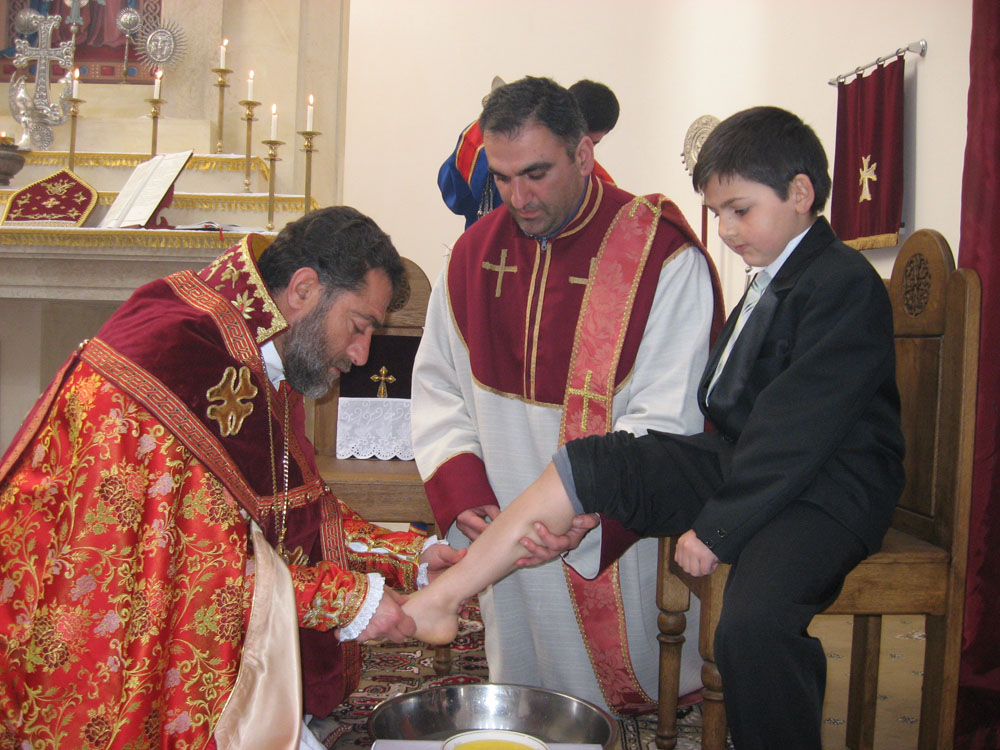
アルメニア使徒教会

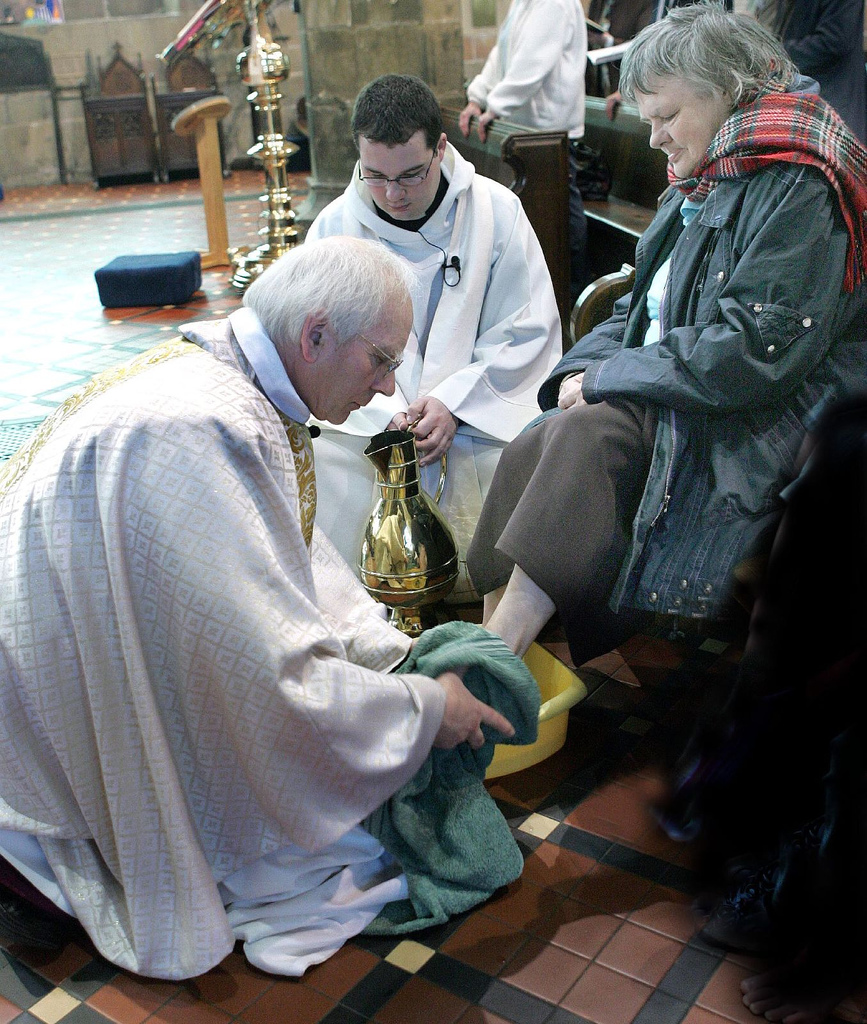
ウェールズ教会

洗足式（せんぞくしき）とは、足を洗うキリスト教の儀式。
最後の晩餐のとき、イエス・キリストが弟子たちの足を洗い、「主であり、師であるわたしがあなたがたの足を洗ったのだから、あなたがたも互いに足を洗い合わなければならない。」（ヨハネによる福音書13:1-17、新共同訳聖書）と命じた聖句によるものである。

## 概要
聖木曜日に東方教会（正教会・東方諸教会）、西方教会（ローマ・カトリック教会、聖公会、ブレザレン教会、アナバプテスト、メノナイト、セブンスデー・アドベンチスト教会、ペンテコステ派の教会など）の、多くの教派で実践される。ただし教派としては行う習慣を有していても、個々の教会単位では諸々の事情から行われていないケースも多い。
イエス・キリストが生きていた時代では、足を洗う行為は奴隷が主人に行うものであり、信徒同士で足を洗うことは謙遜を覚える行為とされる。主の晩餐、聖餐式で洗足式を行う教派・教会もある。
なお、川崎市にある洗足学園音楽大学の名称は、いわゆるミッションスクールではないが、この「あなたがたも互いに足を洗い合わなければならない」というキリストの教えに基づく。これは創立者、前田若尾が熱心なキリスト教徒であったことによる。

## 事例
2018年3月29日 - フランシスコは、犯罪を犯して収監されていた受刑者12名に対して自ら洗足式を行った。